# Nervio obturador accesorio
El nervio obturador externo en anatomía humana, es una rama muy inconstante del plexo lumbar. Se encuentra en el 12% de los casos aproximadamente. Se origina del tercero y cuarto pares lumbares, sigue el trayecto del nervio obturador en su recorrido dentro de la pelvis y se separa de él en el pubis para pasar por encima de la rama horizontal del pubis, a diferencia del obturador que lo hace por el canal obturador.
Vienen a terminar en el músculo pectíneo y a veces en el aductor corto, después de haber dado filetes articulares. En ciertos casos va a anastomosarse directamente con una rama del femoral o del obturador.